# Ateleute scalena
Ateleute scalena är en stekelart som först beskrevs av André Seyrig 1952.  Ateleute scalena ingår i släktet Ateleute och familjen brokparasitsteklar. Inga underarter finns listade.